# Abida vasconica

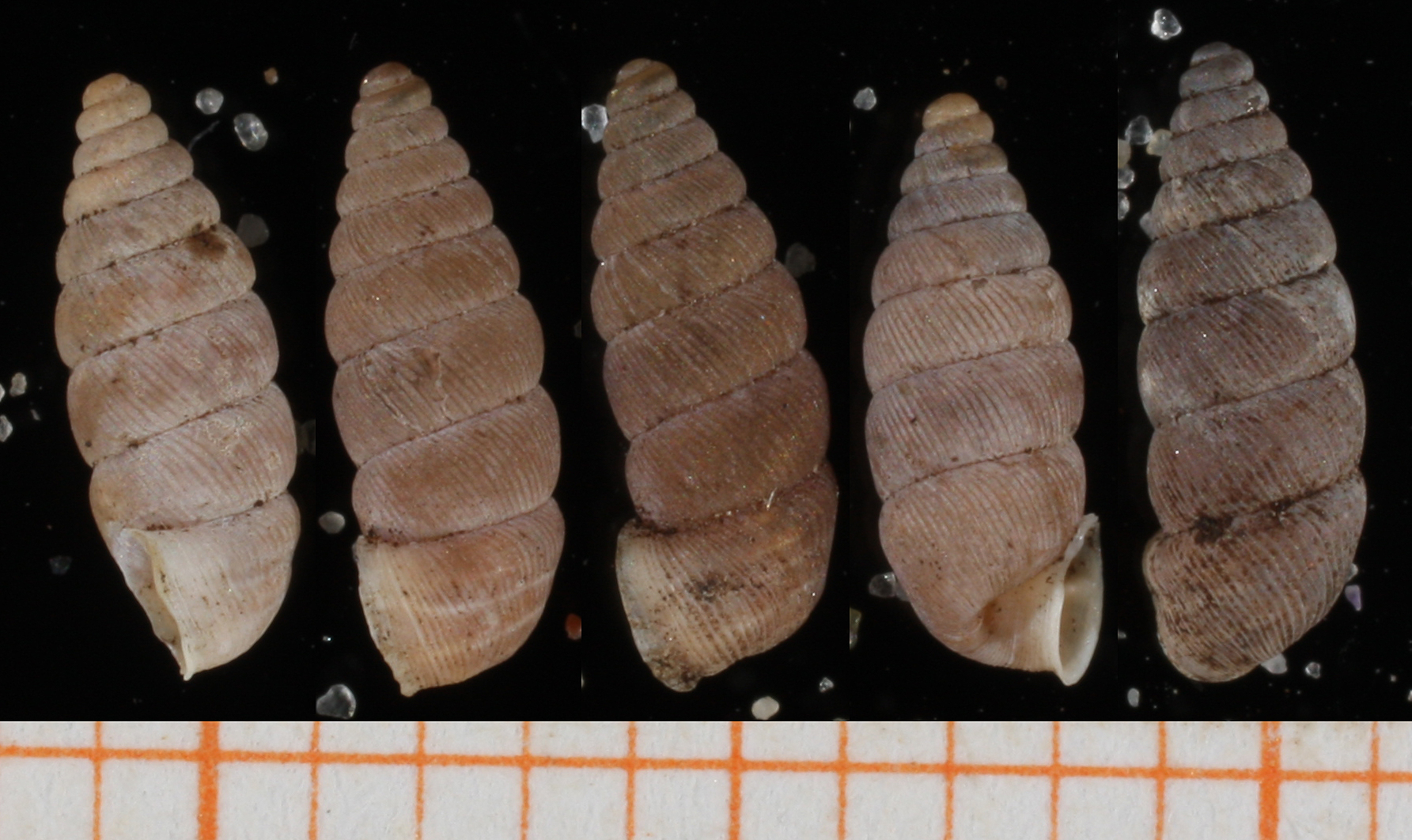
Abida vasconica (Kobelt, 1882), Seitenansicht der Mündung

Abida vasconica ist eine Art der Kornschnecken (Chondrinidae) aus der Unterordnung der Landlungenschnecken (Stylommatophora).

## Merkmale
Das schlank kegelig spindelförmige Gehäuse ist 5,4 bis 7,1 mm hoch und 2,0 bis 2,4 mm breit. Es ist rötlich hornfarben und hat 8 bis 9 mäßig bis stark gewölbte Windungen, die zunächst regelmäßig zunehmen und von einer tiefen Naht voneinander abgesetzt werden. Die maximale Breite wird bereits vor der vorletzten Windung erreicht, danach nimmt die Breite wieder geringfügig ab. Die Oberfläche ist regelmäßig fein gestreift bis grob berippt. Die Mündung ist vergleichsweise klein; der Außenrand ist fast immer etwas abgeflacht (gelegentlich auch der Innenrand). Dadurch ist die Mündung mehr oder weniger deutlich höher als breit. Der Mündungsrand ist durch eine weiße Lippe schwach bis mäßig verdickt. Im Parietalbereich sind die Mündungsränder durch einen mehr oder weniger kräftigen Kallus verbunden; er kann zusammenhängend und leicht vorgezogen sein. Die Mündungsbewehrung besteht aus bis zu 11 Zähnen. Die Spiralis ist mit der Angularis verbunden; selten ist parallel zur Angularis eine schwache Subangularis vorhanden. Im Parietalbereich ist nur die kräftige Parietalis vorhanden. Die Columellaris ist deutlicher als die Infracolumellaris entwickelt; beide reichen nicht bis nach vorne. Die Palatalis superior und die kürzere Palatalis inferior sind nur andeutungsweise als Doppelhöcker ausgebildet und reichen nach vorne bis zur Mündungslippe. Außerdem sind noch eine Infrapalatalis, eine Suprapalatalis und eine Suturalis vorhanden, wobei die letzteren recht kurz sind. Die letzte Windung ist schief abgeflacht und etwas eingeengt. Die Basis zeigt keine Andeutung eines Kiels. An der Stelle der Palatalis superior ist das Gehäuse schwach eingedrückt. In der Seitenansicht ist der palatale Mündungsrand leicht abgeknickt und vertikal ausgerichtet. Der Nabel ist sehr eng und senkrecht von unten betrachtet nur z. T. zu sehen.
Im männlichen Teil des Genitalapparates sind Penis im unteren Teil des Penis miteinander verwachsen und bilden eine Schleife. Der „freie“ Teil des Penis vor der Verwachsung mit dem Epiphallus ist recht kurz. Der Penis ist dabei etwas dicker als der Epiphallus, der freie Penis immerhin fast halb so lang wie die Schleife. Der Übergang Penis/Epiphallus ist durch einen kurzen Blindsack (Caecum oder Flagellum) markiert. Im ersten Drittel des proximalen Teiles des Penis fehlt eine ausgeprägte Struktur, im zweiten Drittel ist eine undeutliche, fein quergerunzelte Längsstruktur zu erkennen. Im letzten Drittel fehlen die Querrunzeln wiederum. Im ersten Fünftel des Epiphallus ist keine besondere Innenstruktur vorhanden, in den folgenden zwei Fünfteln folgen dann recht grobe Querrunzeln. Im letzten Teil des Epiphallus ist eine fein quergerunzelte Längsstruktur ausgebildet, die kurz vor der Einmündung des Samenleiters spiralig gedreht ist. Der Penisretraktor setzt in der Hälfte oder leicht unterhalb der Hälfte an. Der Samenleiter ist mäßig gewunden und dringt nur kurz unterhalb der Verwachsungsstelle von Penis und Epiphallus in das Penisgewebe ein. Die Vagina ist geringfügig länger bis doppelt so lang wie der „freie“ Penis. Sie ist mehr als fünfmal so lang wie der freie, recht kurze Eileiter. Der Stiel der Samenblase ist an der Verzweigung Eileiter/Stiel der Samenblase anfangs nur wenig breiter als der Eileiter. Die Samenblase proper ist länglich, der Stiel ist vergleichsweise kurz und die Samenblase erreicht nur die Höhe der Prostatadrüse. Der Stiel ist aber nicht in das Gewebe der Prostatadrüse eingebettet. Die Radula hat in der Halbquerreihe neben dem Zentralzahn 14 Seitenzähne.

### Ähnliche Arten
Abida vasconica unterscheidet sich von den anderen Abida-Arten durch den schlank kegelig-spindelförmigen Habitus des Gehäuses, den nur an der Stelle der Palatalis superior eingedrückten Mündungsrand und die kurzen Columellaris, Infracolumellaris und Infrapalatalis.

## Geographische Verbreitung und Lebensraum
Das Verbreitungsgebiet der Art erstreckt sich im Kantabrischen Gebirge (Nordspanien) von Asturien, über Kastilien und León, Kantabrien bis nach Orduña (Provinz Bizkaia) im Osten; ein weiterer Fundpunkt liegt bei Saragossa (Provinz Saragossa, Aragonien). Die Art lebt dort von etwa 30 m bis in 2000 m Höhe. Abida vasconica teilt sich an mehreren Stellen ihren Lebensraum mit Abida bigerrensis. Die Tiere leben in der Vegetation zwischen Kalkfelsen oder auch auf der Oberfläche von Kalkfelsen an beschatteten und feuchten Plätzen, z. B. vorspringenden karbonatischen Schichten.

## Taxonomie
Das Taxon wurde 1882 von Wilhelm Kobelt als Pupa vasconica erstmals beschrieben. F. Haas stellte das Taxon als Unterart zu Chondrina lusitanica. Edmund Gittenberger wies die Art 1973 erstmals der Gattung Abida zu. Die Fauna Europaea akzeptiert das Taxon als selbständige Art.

## Gefährdung
Nach der Einschätzung der International Union for Conservation of Nature and Natural Resources (IUCN) ist die Art trotz des vergleichsweise kleinen Verbreitungsgebietes nicht gefährdet.

## Belege

### Online
- AnimalBase – Abida vasconica (Kobelt, 1882)